# Consejo Federal del Fútbol Argentino
El Consejo Federal del Fútbol Argentino, conocido también como Consejo Federal de Fútbol o simplemente Consejo Federal (sigla CFFA), es una autoridad ejecutiva y órgano interno de la AFA, el cual fue creado oficialmente en la asamblea extraordinaria del 16 de enero de 1935. Se originó para devolver el control y manejo del fútbol del interior a la entidad, luego de la fusión de la Asociación Argentina de Football y la Liga Argentina de Football.
Se encarga de la conducción del fútbol del interior del país, que está integrado por 233 ligas, en las que participan unos 400 000 jugadores de más de 3500 clubes, a los que se los considera indirectamente afiliados a la AFA. Organiza el Torneo Federal A y el Torneo Regional Federal Amateur, vías de acceso a los campeonatos de las máximas categorías; y las etapas preliminares exclusivas para dichos equipos de la Copa Argentina.

## Creación
La AFA tratará de unificar, de inmediato, al football de toda la República y, una vez alcanzada esa finalidad, reconocerá a la CAF como entidad autorizada para ejercer superintendencia sobre el football del interior del país.
Artículo 2, Pacto de Fusión. 3 de noviembre de 1934

El 3 de noviembre de 1934, la Asociación Argentina de Football y la Liga Argentina de Football se fusionaban y daban por constituida la Asociación de Football Argentino. A la nueva entidad también se incorporó la Confederación Argentina de Football. Además, se incorporaban las 5 grandes ligas del interior adheridas desde la Liga Argentina: la Asociación Rosarina, la Liga Santafesina, la Liga Cordobesa, la Federación Tucumana y la Liga Cultural de Santiago del Estero.
La fusión fue dada por medio de un contrato bilateral, y el convenio realizado tendiente a la unificación de todo el fútbol, la Confederación fue considerada como parte de la AAF y ha funcionado como rama desde que fue creada por la Asociación Amateurs de Football.

La AFA tratará de unificar de inmediato el football del interior, y una vez alcanzada esa finalidad procederá a reorganizarlo.
Artículo 2, Pacto de Fusión. 12 de diciembre de 1934

Sin embargo, la AFA prescindió de la Confederación para la reorganización del fútbol del interior, a pesar de que el artículo N°2 de la fusión establecía que debía reconocerla tras la unificación del fútbol del interior. Esto se debió a que la Confederación, al poco tiempo de oficializada la fusión, se acercó a distintas entidades del interior para realizar gestiones que afectaban a las ligas adheridas de la LAF, además de dirigirse a la FIFA como representante del fútbol nacional y reclamar la afiliación.
Finalmente, el 12 de diciembre, el Consejo Directivo de la AFA dicta una resolución, donde considera que la Confederación va en contra de los objetivos y que actúa sin consentimiento desde 1931, y resuelve la dirección del fútbol del interior del país por medio de una nueva corporación: el Consejo Federal de Football. Además se resolvió la creación de una Junta Provisional, encargada de la reglamentación, constitución y funcionamiento del nuevo órgano. Dicha Junta fue integrada por delegados de las 5 ligas adheridas de la LAF, la Asociación Bahiense y la misma AFA.
En 1939, su nombre se castellaniza llamándose Consejo Federal del Fútbol.
En 1943, participa por primera vez en un certamen de clubes al organizar las instancias preliminares del interior de la Copa de la República.

## Funciones
Sus funciones:
- dictar todas las resoluciones y disposiciones que crea necesarias y convenientes para el mejor desarrollo del fútbol en el interior del país;
- elegir sus autoridades, con excepción del presidente;
- dar cuenta a la Asociación de Fútbol Argentino y a las ligas y/o federaciones afiliadas de la labor desarrollada anualmente, mediante una Memoria;

## Competiciones organizadas
En negrita las competencias vigentes.
- Campeonato Argentino, desde 1935 hasta 1989;
- Campeonato de la República, desde 1943 hasta 1945;[n. 2]
- Campeonato de Campeones de la República Argentina, en 1959;
- Torneo Regional, desde 1967 hasta 1986;
- Torneo del Interior, desde 1986 hasta 1995;
- Torneo Argentino A, desde 1995 hasta 2014;
- Torneo Argentino B, desde 1995 hasta 2014;
- Torneo Argentino C, desde 2005 hasta 2014;
- Copa Argentina, desde 2012 hasta 2020;[n. 2]
- Torneo Federal A, desde 2014;
- Torneo Federal B, desde 2014 hasta 2017;
- Torneo Federal C, desde 2014 hasta 2018;
- Torneo Regional Federal Amateur, desde 2019.

## Autoridades
- Presidente:
  - Claudio Tapia
- Presidente Ejecutivo:
  - Pablo Toviggino
- Secretario General:
  - Javier Treuque
- Secretario del Interior:
  - Mario Giammaría
- Vocales:
  - Juan Carlos Rossberg
  - Alfredo F. Iturri
  - Nacif Farías
  - Emeterio Farías

- Representantes ante el Comité Ejecutivo de la AFA:
  - Clubes del Federal A:
    - María Sylvia Jiménez

  - Ligas afiliadas:
    - Alberto Guillermo Beacon (Titular)
    - Darío Zamoratte (Suplente)

### Listado de presidentes
| N.°  | Presidente           | Vicepresidente                           | Inicio de mandato   | Fin de mandato        |
| ---- | -------------------- | ---------------------------------------- | ------------------- | --------------------- |
| 1.°  | Luis O. Salesi       |                                          | 16 de enero de 1935 | 7 de agosto de 1935   |
| 2.°  | Victorio J. Micheli  | Hermenegildo A. Ivancich                 | 8 de agosto de 1935 | 29 de febrero de 1936 |
| 3.°  | Carlos E. Jaunarena  | Fernando Ayroles                         | 1 de marzo de 1936  | 29 de febrero de 1937 |
| 4.°  | Oscar J. Camilion    | Carlos F. García                         | 1 de marzo de 1937  | 29 de febrero de 1938 |
| 5.°  | Ernesto L. De Gouvea | Carlos F. García                         | 1 de marzo de 1938  | 29 de febrero de 1939 |
| 6.°  | Alberto M. Calarco   | José Dávalos Michel                      | 1 de marzo de 1939  | 29 de febrero de 1940 |
| 7.°  | Rafael R. Oteriño    | No hubo                                  | 1 de marzo de 1940  | 29 de febrero de 1941 |
| 8.°  | Jacinto C. Armando   | Jorge Ferri                              | 1 de marzo de 1941  | 29 de febrero de 1942 |
| 8.°  | Jacinto C. Armando   | César F. Sagredo                         | 1 de marzo de 1942  | 31 de marzo de 1943   |
| 9.°  | Américo Canessa      | Eduardo Esteves                          | 1 de abril de 1943  | 1945                  |
| 10.° | Damián Ciancio       | Manuel Álvarez Pereyra                   | 1945                | 1946                  |
| 11.° | Pedro D. Canaveri    | Manuel Álvarez Pereyra                   | 1946                | 1947                  |
| 12.° | Oscar L. M. Nicolini | Manuel Álvarez Pereyra                   | 1947                | 1948                  |
| 13.° | Valentín Suárez      | Efraín D. Bragagnolo                     | 1949                | 1953                  |
| 14.° | Domingo Peluffo      | Efraín D. Bragagnolo                     | 1953                | 1955                  |
| 15.° | Raúl H. Colombo      | Manuel A. Cabral                         | 1956                | 1957                  |
| 15.° | Raúl H. Colombo      | Ángel del R. Villarreal Lilo Albizu      | 1957                | 1959                  |
| 15.° | Raúl H. Colombo      | Ángel del R. Villarreal Eloy de Robles   | 1959                | 1962                  |
| 15.° | Raúl H. Colombo      | Juan B. Fernández Bravo Ángel di Carlo   | 1962                | 1965                  |
| 16.° | Francisco A. Perette | Ángel del R. Villarreal César F. Sagredo | 1965                | 1966                  |

| N.°  | Interventor            | Inicio de mandato       | Fin de mandato          |
| ---- | ---------------------- | ----------------------- | ----------------------- |
| 17.° | Valentín Suárez        | 1966                    | 1968                    |
| 18.° | Armando Ramos Ruiz     | 1968                    | 9 de enero de 1969      |
| 19.° | Miguel Estanga         | 10 de enero de 1969     | 24 de agosto de 1969    |
| 20.° | Juan Santiago          | 25 de agosto de 1969    | 15 de diciembre de 1969 |
| 21.° | Luís A. Sobrino Aranda | 16 de diciembre de 1969 | 1970                    |

| N.° | Presidente        | Vicepresidente 1ro    | Vicepresidente 2do | Inicio de mandato    | Fin de mandato       |
| --- | ----------------- | --------------------- | ------------------ | -------------------- | -------------------- |
|     | Álvaro Castro     | Gustavo Ceresa        |                    | 2001                 | 2008                 |
|     | Gustavo Ceresa    | Roberto Fernández     |                    | 2008                 | 28 de agosto de 2014 |
|     | Roberto Fernández | Abel Martínez Garbino | Norberto Zubiri    | 29 de agosto de 2014 | 2015                 |
|     | Alfredo Derito    | Pablo Toviggino       |                    | 2015                 | 2016                 |
|     | Pablo Toviggino   |                       |                    | 2016                 |                      |